# Ducassis
Ducassis is een Belgisch bier van hoge gisting.
Het bier wordt sinds 2003 gebrouwen in Brasserie des Géants te Irchonwelz.
Het is een robijnrood fruitbier met een alcoholpercentage van 3%. Het bier wordt gebrouwen met toevoeging van 30% zwarte cassisbessen, in samenwerking met twee fruittelers uit Nuits-Saint-Georges, Frankrijk.